# Antonio de Sancha

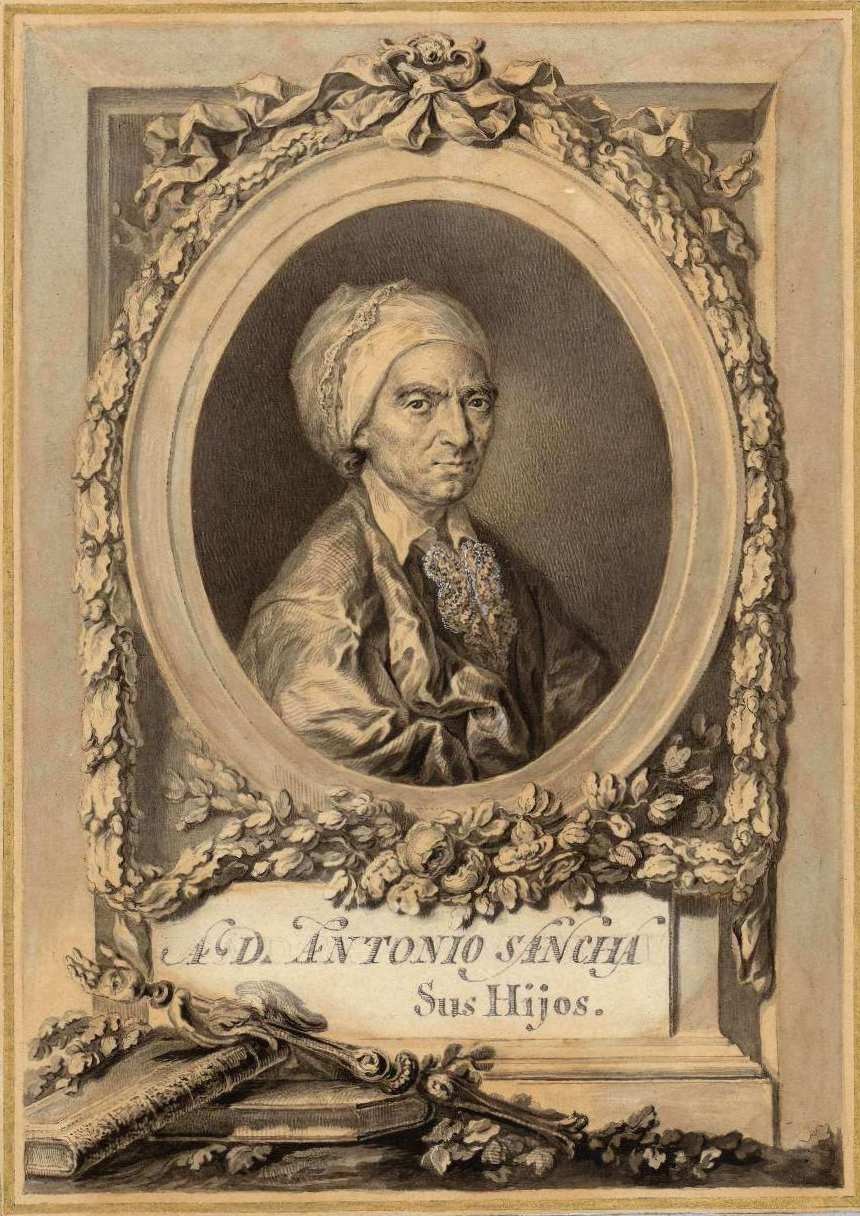
Retrato de Antonio de Sancha, dibujo de Luis Paret y Alcázar. Biblioteca Nacional de España.

Antonio de Sancha (Torija, Guadalajara, 11 de julio de 1720-Cádiz, 30 de noviembre de 1790) fue un importante editor, encuadernador e impresor español.

## Carrera
Se formó en el taller de Antonio Sanz, quien más tarde sería su cuñado. Su primer oficio fue el de encuadernador, y en 1751 ya era encuadernador de la Real Academia de la Historia. En 1754, lo era de la Real Academia Española y en 1760, se convierte en encuadernador de la Real Biblioteca. Entre 1768 y 1778 tenía su taller en la plazuela de la Paz de Madrid.
A partir de su temprano éxito se estableció como editor, y encargó a Ibarra imprimir los primeros tomos del Parnaso Español, colección de poesía que pretendía reeditar a los clásicos castellanos. A partir del sexto volumen del Parnaso ya lo pudo imprimir en su propia imprenta, que abrió en el edificio de lo que había sido la Aduana Vieja de Madrid (en la actual plaza de Jacinto Benavente), entonces ya trasladada a su actual sede de la calle Alcalá. Mantuvo su librería allí entre 1779-1790.
En 1771 editó la Gramática griega filosófica aún impresa por Antonio Pérez de Soto. Siguieron entre otras Las Eróticas, de Esteban Manuel de Villegas, de 1774, en dos tomos, La Araucana de Alonso de Ercilla en 1776, el Quijote de 1777 en cuatro tomos, con láminas de José Camarón grabadas por Manuel Monfort.
En 1783, imprimió las Novelas ejemplares de Miguel de Cervantes Saavedra, y en 1789, los Trabajos de Persiles y Sigismunda. Una historia setentrional, del mismo autor. Continuó editando los clásicos del siglo de oro con grandes ediciones de Lope de Vega y Francisco de Quevedo.
Además de su trabajo como editor, impresor y encuadernador, Sancha reunió en la trastienda de su negocio una influyente tertulia ilustrada con asistentes como Eugenio Llaguno y Amirola, Juan José López de Sedano, Juan Antonio Pellicer, Vicente García de la Huerta, Francisco Cerdá y Rico, Pedro Rodríguez de Campomanes, el conde de Aranda, Manuel Salvador Carmona, Antonio Carnicero, Vicente de los Ríos o Luis Paret.

## ElQuijote
Tras haber editado el Quijote ya en 1777, una copia de la edición de 1771 de Joaquín Ibarra, decidió encargar una nueva versión a Juan Antonio Pellicer, el bibliotecario del rey. Su obra no sería terminada hasta 1797, siete años después de la muerte de Sancha, y salió publicada en cinco tomos en 4º por su hijo Gabriel de Sancha, incluyendo la biografía de Cervantes por Pellicer e ilustrada con treinta y siete estampas por dibujos de Agustín Navarro, José Camarón Bonanat, Rafael Jimeno y Luis Paret, grabados por Pierre Duflos, Marie-Élisabeth Thibault (Madame Duflos) y Juan Moreno de Tejada.